# Gagrella unicolor
Gagrella unicolor is een hooiwagen uit de familie Sclerosomatidae.